# Cassandra Harris
Cassandra Harris (nome artístico de Sandra Colleen Waites; Sydney, 15 de dezembro de 1948 — Los Angeles, 28 de dezembro de 1991) foi uma  atriz australiana e primeira mulher do ator Pierce Brosnan.
Filha de um construtor e uma cabeleireira, cursou o  Australia's National Institute of Dramatic Art (NIDA) em Sydney e fez seu primeiro trabalho como atriz no teatro, como comissária de bordo na peça Boeing Boeing e depois no seriado da televisão australiana Beauty and the Beast. Deixou a Austrália em fins da década de 60 mudando-se para Londres onde adotou o nome artístico pelo qual é conhecida. Foi descoberta lá por Sammy Davis Jr. que a viu na entrada do palco do London Palladium, tirou um foto sua e a colocou numa revista com a legenda  "Minha mulher ideal - por Sammy Davis Jr.". 
No cinema, trabalhou em filmes de algum sucesso internacional como O Magnata Grego, com Anthony Quinn e Jacqueline Bisset e na série de TV Remington Steele, estrelada por Pierce Brosnan numa era pré-Bond, com quem foi casada entre 1980 e 1991, quando morreu em virtude de um câncer no ovário.
Ela foi uma bond girl em 007 Somente Para Seus Olhos, no papel de uma condessa assassinada após uma noite de amor com James Bond – então Roger Moore. Foi durante as filmagens que Brosnan, ainda com 28 anos, conheceu o produtor da série, Albert 'Cubby' Broccoli, que mais tarde o convidaria para viver o agente 007 no cinema. 
Cassandra morreu aos 43 anos vítima de câncer de ovário em 28 de dezembro de 1991. Seu corpo foi cremado. Sua filha Charlotte morreu em 2 de julho de 2013, vítima do mesmo tipo de câncer.